# Comandos de Aviación de Chile

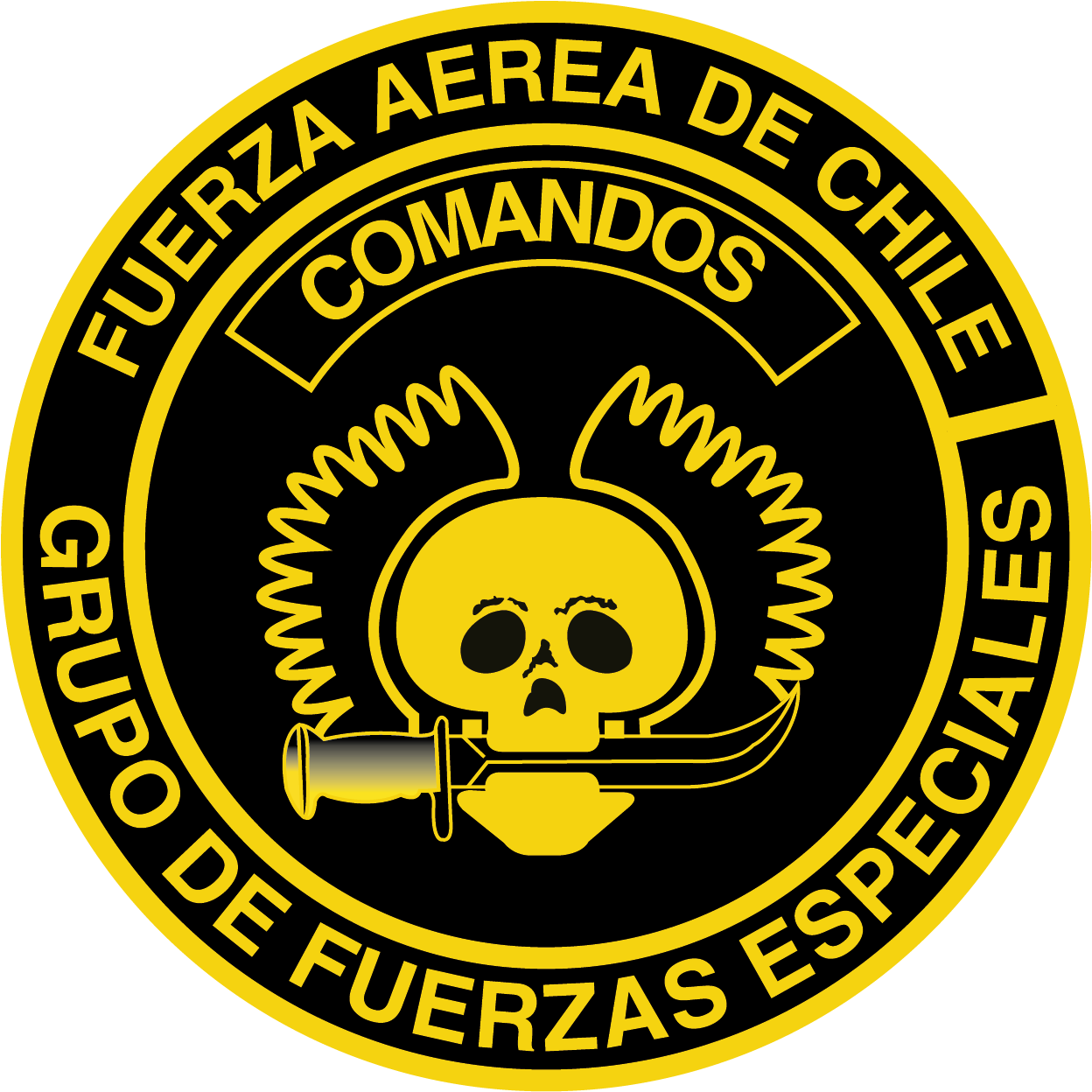
Escudo de los Comandos de Aviación de Chile

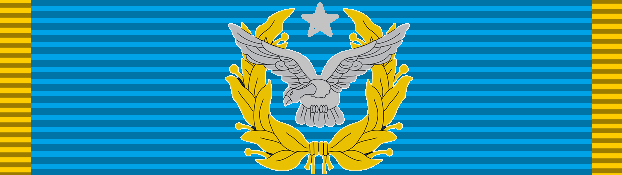
Gran Estrella al Mérito de la FACh, actualmente los Comandos de Aviación cuentan con 2.

Los Comandos de Aviación, conocido a veces como Comandos FACh y Grupo de Fuerzas Especiales es una unidad de Fuerzas especiales de la Fuerza Aérea de Chile.

## Historia
El origen de estos efectivos se remonta al año 1946, fecha en la cual se comisionaron al Ejército de los Estados Unidos 15 efectivos de la Fuerza Aérea de Chile (FACh) para recibir entrenamiento como paracaidistas militares, jefes de salto y tripulaciones de planeadores de combate. A su regreso al país, organizaron la primera unidad aerotransportada de Chile y la tercera en América del Sur. A partir del año 1962, efectivos de la FACh recibieron formación en el primer curso de operaciones de comandos dirigido en Chile por instructores de Rangers y Fuerzas Especiales del Ejército de los Estados Unidos.
A partir del año 1979, se creó en la FACh el Grupo de Fuerzas Especiales, la primera unidad táctica de este tipo en la institución conformada íntegramente por efectivos especializados como comandos de Aviación, curso impartido única y exclusivamente al interior de la Fuerza Aérea. Esta formación se mantuvo vigente hasta el año 2004, fecha a partir de la cual la formación de estos efectivos pasó a la Armada de Chile (Comandos de Infantería de Marina).
Todos los comandos de Aviación se encuentran habilitados como paracaidistas militares, pudiendo efectuar saltos en paracaídas con línea estática y en caída libre. Desde el año 2000, los comandos de Aviación han incorporado como especialización obligatoria entre sus efectivos, la formación como paracaidistas de Búsqueda y Rescate (PARASAR), siendo desplegados en cada una de las Brigadas Aéreas.